# Furuviksparken
Furuviksparken är en djur- och nöjespark i Furuvik, cirka 10 kilometer öster om Gävle. Djurparken består bland annat av ett aplandskap och bland parkens djur finns lemurer, schimpanser, orangutanger, kameler, sköldpaddor, fiskar samt fåglar, till exempel undulater. I nöjesparken finns berg- och dalbanor och karuseller. Parken innefattar också ett utomhusbad och konsertverksamhet. Sedan 1940-talet reser man årligen en åländsk midsommarstång.

## Historik
Efter en resa i USA fick trafikchefen vid Uppsala-Gävle järnväg Oscar Jacobsson idén att starta en nöjespark för att skapa ett resmål invid banan och greve Olle Cronstedt invigde parken den 17 augusti 1900. På den tiden var det främst picknick på Furuskär och dans i parken som lockade, men också de många djuren, exempelvis elefanter, giraffer och krokodiler, drog besökare. Parken var stängd några år under första världskriget.
Furuviksparken fick därefter förfalla och köptes i början av 1930-talet av SJ, som 1935 sålde den till Gösta Nygren och parken återinvigdes 1937. År 1940 engagerade man kortvarigt cirkusdirektören Jean Houcke, som lät uppföra en cirkusbyggnad vid Furuvik. Där blev ungdomscirkusen Furuviksbarnen en attraktion, inte bara i parken utan även under turnéer. Många kända artister har uppträtt i parken, exempelvis Louis Armstrong, Jussi Björling och Sammy Davis.
Nygren avled 1953, men sonen Lars Nygren var därefter VD till 1963 och dottern Laila Nygren-Söderberg 1968–1983. Gävle kommun tog över Furuviksparken 1983. Den var en förlustaffär tills VD:n Tom Widorson vände trenden. År 2004 sålde kommunen 80 procent av parken till honom och personalen; resterande 20 procent köptes av Tågkompaniet. År 2010 förvärvades Furuviksparken av Johan Tidstrand, ägare av Parks & Resorts Scandinavia AB, samma koncern som äger Gröna Lund och Kolmårdens Djurpark.

## Tivolit
Furuviksparken har 15 åkattraktioner,den nyaste bergochdalbanan Lightning invigdes inför säsongen 2023, Tekopparna, Spökjakten, Radiobilarna, Kättingflygaren, Tornado, Skytower, Sydamerika/Flodfärden, Bikupan, Barnkarusellen, Barnrally, Gungan, Små Grodorna, Fireball och Draken. Säsongen 2017 lanserades berg- och dalbanan Fireball, en  så kallad Family Boomerang Rebound, där man åker både fram- och baklänges. Extreme vart borttagen efter 2024 säsongen.

## Pooler och Hemliga fortet

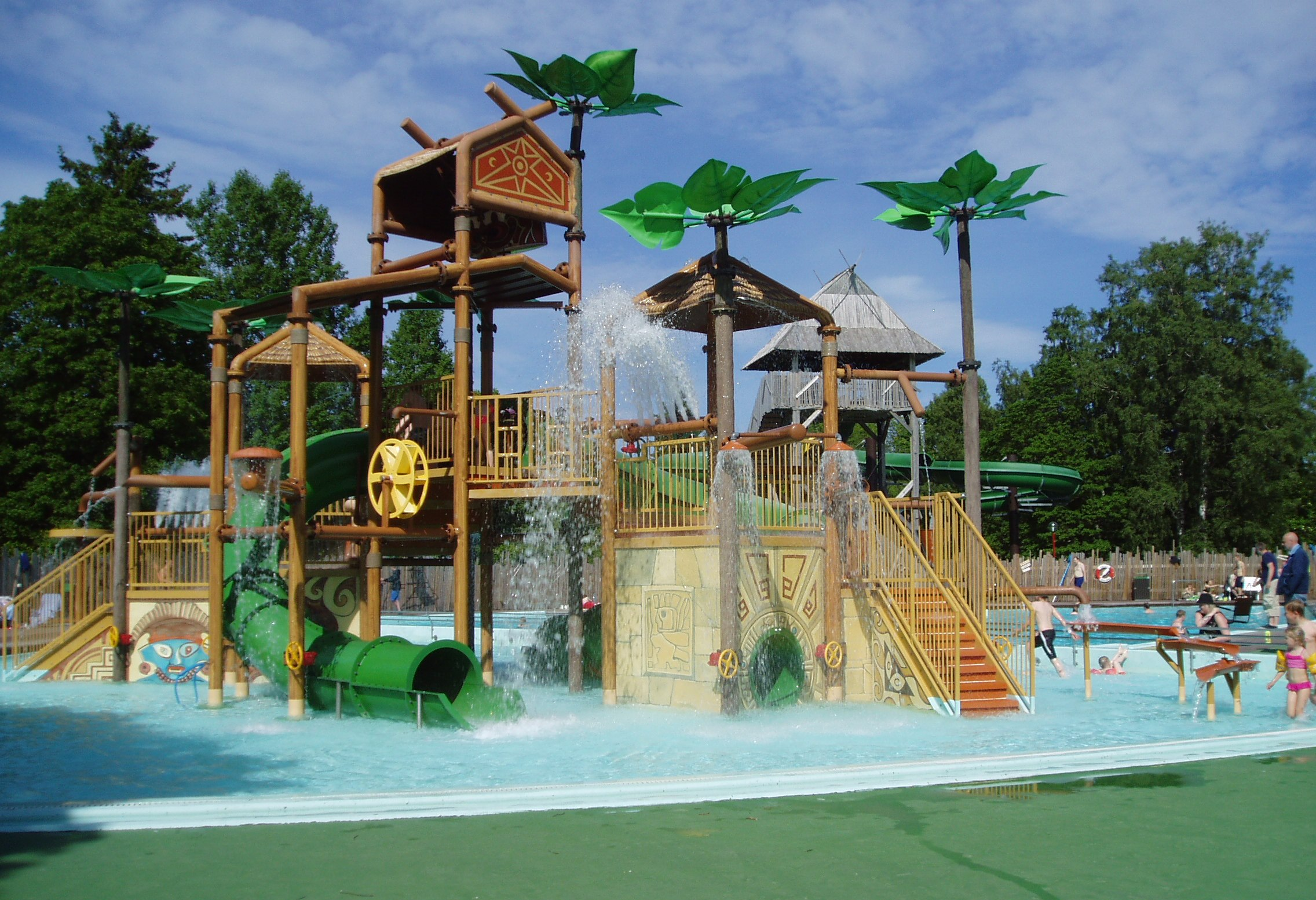
Bassängen i Furuviksparken.

Invid entrén ligger en 50 meter lång pool. Det finns dessutom en pool för barn. Därtill finns också en glasskiosk i närheten samt omklädningsrum och toaletter. Till säsongen 2008 skapade man ett äventyrstorn och vattenrutschbanor. Bredvid poolen står tre före detta tyska sovvagnar i Orientexpressen-målning.
Ute på äventyrsön ligger ett hemligt fort, byggt i mitten av förra seklet. Idag är det ett kustförsvarsmuseum där besökare kan se hur det kunde te sig under kalla kriget på 1950-talet. Man kan se ut över Östersjön genom kanonsikten.

## Primatforskningsstationen

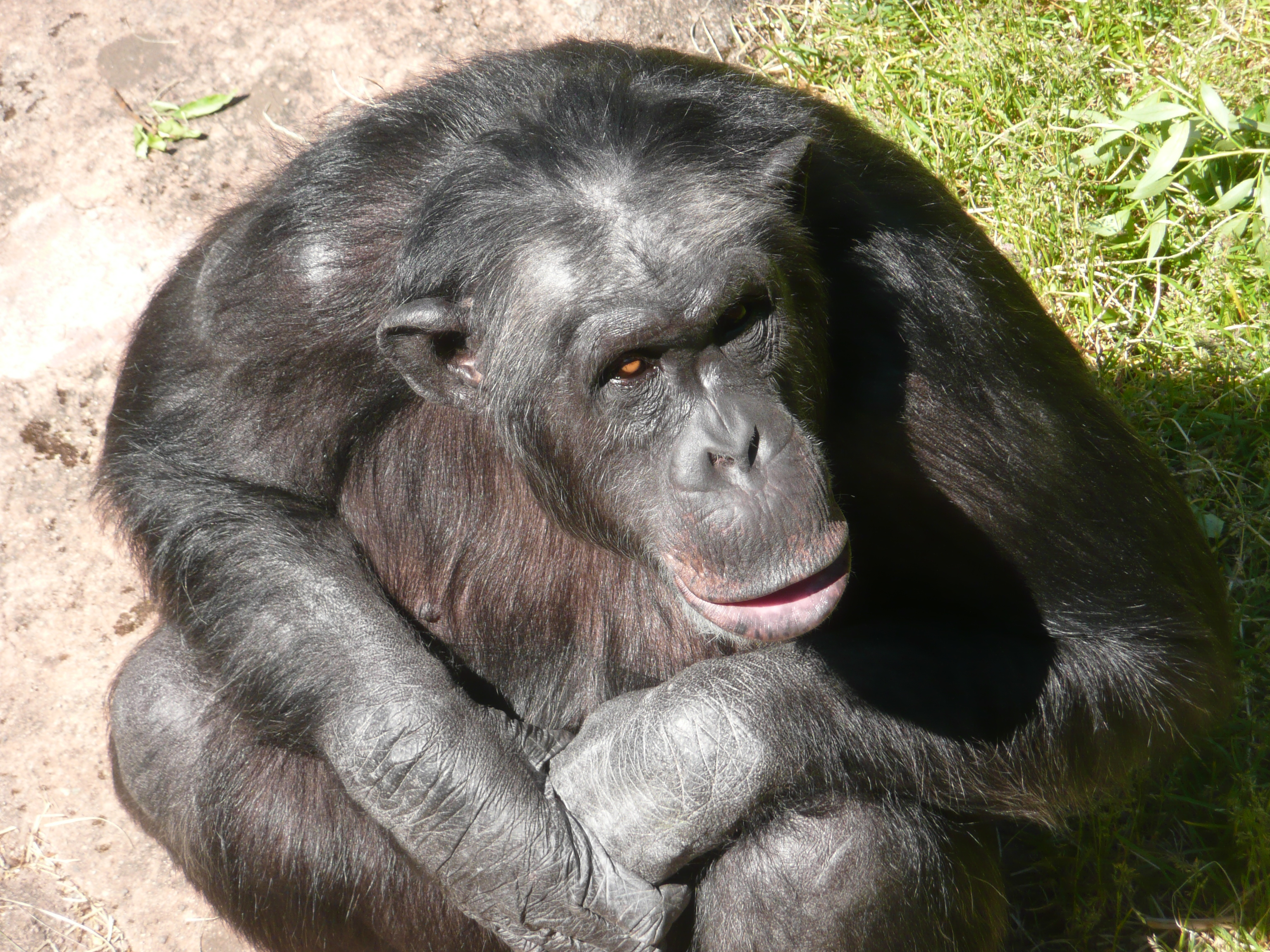
Schimpansen Santino.

Sedan maj 2008 har Lunds universitet en forskningsenhet i Furuviksparken, Lunds universitets primatforskningsstation Furuvik, där man studerar människoapors kognition.

## Kommunikationer
Riksväg 76 och Ostkustbanan passerar Furuvik. UL-bussarna 501 och 510 passerar och stannar vid parken.
Fram till 1966 stannade tågen i Furuvik och på 1950-talet var det 15 turer om dagen. Efter 1966 var det endast några enstaka tåg som stannade här. Stationen upprustades inför hösttidtabellen 2006 i och med Ostkustbanans utbyggnad till dubbelspår mellan Furuvik och Bomansberget och har sedan regelbundna tågförbindelser, 2006–2022 i UL:s regi med Upptåget och sedan 2022 med Mälartåg.